# Eduardo Hochschild
Eduardo Hochschild Beeck (Lima, 4 de diciembre de 1963) es ingeniero en Física y Mecánica por la Universidad Tufts (Estados Unidos), y actual presidente del directorio de Hochschild Mining, Cementos Pacasmayo y la Universidad de Ingeniería y Tecnología (UTEC).

## Biografía
Eduardo Hochschild es hijo de Ana Beeck Navarro y Luis Hochschild Plaut. Asimismo, es sobrino nieto del barón del estaño Moritz Hochschild. Realizó sus estudios universitarios en la Universidad Tufts, cerca de Boston, EE. UU., obteniendo el título de ingeniero mecánico y físico.
En mayo de 1998, fue interceptado por delincuentes (Los Injertos del Fundo Oquendo) en el vehículo en que se encontraba junto a su padre. Luis Hochschild Plaut falleció en el ataque, mientras Eduardo fue secuestrado por seis días.
Está casado con Mariana Correa Sabogal, hija de Gustavo Correa Miller y Dolores Sabogal Morzán,  sobrina de la ex-primera dama Violeta Correa Miller y nieta del exministro de Relaciones Exteriores Javier Correa Elías.

## Vida profesional
En 1987, ingresó como asistente de seguridad en la mina Arcata, del Grupo Hochschild Mining, empresa minera con sede en Londres, como asistente de seguridad en la Mina Arcata. En 1998, se convirtió en jefe del Grupo Hochschild Mining, sucediendo a su padre. El Grupo se expandió internacionalmente hacia Argentina, México y Chile, ingresando en el 2006, a la Bolsa de Londres, el mismo año en que Eduardo Hochschild fue elegido presidente ejecutivo de Hochschild Mining. Es Presidente y accionista principal de Cementos Pacasmayo, fundada por su padre en 1949 y la segunda cementera más importante del Perú, que en el 2012, se convirtió en la primera cementera peruana en ingresar a la Bolsa de Valores de Nueva York.
Eduardo Hochschild es, desde el 2003, director del Banco de Crédito del Perú, del El Pacífico-Peruano Suiza Compañía de Seguros y Reaseguros y Presidente ejecutivo de TECSUP, institución fundada por su padre. Es también consultor del foro económico para la Conferencia Episcopal en el Perú.
En el 2007, según Perú Top 10.000, se ubicó en el noveno lugar de los grupos económicos del Perú. En el 2012, Hochschild ingresó a la lista de Forbes con una fortuna estimada en US$2.200 millones, siendo el único peruano de la lista junto a Carlos Rodríguez Pastor. La lista era cuestionada dado que desde hacía muchos años no aparecía en ella ni Hochschild ni empresarios peruanos como Pedro Brescia Cafferata, Mario Brescia Cafferata, Dionisio Romero Seminario, Alberto Benavides de la Quintana o Roque Benavides Ganoza.
Sin embargo, según el ranking de Forbes del 2022, su fortuna actualmente está valorizada en US$1.100 millones.